# Chrząszcze drapieżne Belgii
Chrząszcze drapieżne Belgii – ogół taksonów chrząszczy (Coleoptera) z podrzędu chrząszczy drapieżnych (Adephaga), których występowanie stwierdzono na terenie Belgii.

## Geadephaga

### Biegaczowate(Carabidae)
W Belgii stwierdzono występowanie około 400 gatunków, w tym:
- Abax carinatus
- Abax ovalis
- Abax parallelepipedus
- Abax parallelus
- Acupalpus brunnipes
- Acupalpus dubius
- Acupalpus elegans
- Acupalpus exiguus
- Acupalpus flavicollis
- Acupalpus meridianus
- Acupalpus parvulus
- Agonum dolens
- Agonum emarginatum
- Agonum ericeti
- Agonum fuliginosum
- Agonum gracile
- Agonum gracilipes
- Agonum impressum
- Agonum lugens
- Agonum marginatum
- Agonum micans
- Agonum muelleri
- Agonum munsteri
- Agonum nigrum
- Agonum piceum
- Agonum scitulum
- Agonum sexpunctatum
- Agonum thoreyi
- Agonum versutum
- Agonum viduum
- Agonum viridicupreum
- Amara aenea
- Amara anthobia
- Amara apricaria
- Amara aulica
- Amara bifrons
- Amara brunnea
- Amara communis
- Amara consularis
- Amara convexior
- Amara convexiuscula
- Amara cursitans
- Amara curta
- Amara equestris
- Amara eurynota
- Amara famelica
- Amara familiaris
- Amara fulva
- Amara fusca
- Amara gebleri
- Amara infima
- Amara ingenua
- Amara kulti
- Amara lucida
- Amara lunicollis
- Amara majuscula
- Amara montivaga
- Amara nitida
- Amara ovata
- Amara plebeja
- Amara praetermissa
- Amara pseudocommunis
- Amara quenseli
- Amara similata
- Amara spreta
- Amara strenua
- Amara tibialis
- Amara tricuspidata
- Anchomenus dorsalis
- Anisodactylus binotatus
- Anisodactylus nemorivagus
- Anisodactylus poeciloides
- Anisodactylus signatus
- Anthracus consputus
- Asaphidion curtum
- Asaphidion flavipes
- Asaphidion pallipes
- Asaphidion stierlini
- Badister bullatus
- Badister collaris
- Badister dilatatus
- Badister lacertosus
- Badister meridionalis
- Badister peltatus
- Badister sodalis
- Badister unipustulatus
- Bembidion aeneum
- Bembidion argenteolum
- Bembidion articulatum
- Bembidion assimile
- Bembidion atrocaeruleum
- Bembidion axillare
- Bembidion biguttatum
- Bembidion bipunctatum
- Bembidion bruxellense
- Bembidion decorum
- Bembidion deletum
- Bembidion dentellum
- Bembidion doris
- Bembidion elongatum
- Bembidion ephippium
- Bembidion fasciolatum
- Bembidion femoratum
- Bembidion fluviatile
- Bembidion fumigatum
- Bembidion gilvipes
- Bembidion guttula
- Bembidion humerale
- Bembidion illigeri
- Bembidion iricolor
- Bembidion lampros – niestrudek lśniący, niestrudek błyszczyk
- Bembidion litorale
- Bembidion lunatum
- Bembidion lunulatum
- Bembidion mannerheimii
- Bembidion maritimum
- Bembidion milleri
- Bembidion minimum
- Bembidion modestum
- Bembidion monticola
- Bembidion nigricorne
- Bembidion normannum
- Bembidion obliquum
- Bembidion obtusum
- Bembidion octomaculatum
- Bembidion pallidipenne
- Bembidion prasinum
- Bembidion properans
- Bembidion punctulatum
- Bembidion quadrimaculatum
- Bembidion quadripustulatum
- Bembidion semipunctatum
- Bembidion stephensii
- Bembidion stomoides
- Bembidion striatum
- Bembidion tenellum
- Bembidion testaceum
- Bembidion tetracolum
- Bembidion tetragrammum
- Bembidion tibiale
- Bembidion varium
- Bembidion velox
- Blemus discus
- Blethisa multipunctata
- Brachinus crepitans – strzel łoskotnik
- Brachinus explodens – strzel bombardier
- Bradycellus caucasicus
- Bradycellus csikii
- Bradycellus distinctus
- Bradycellus harpalinus
- Bradycellus ruficollis
- Bradycellus sharpi
- Bradycellus verbasci
- Broscus cephalotes – żuchwień głowacz
- Calathus ambiguus
- Calathus cinctus
- Calathus erratus
- Calathus fuscipes
- Calathus melanocephalus
- Calathus micropterus
- Calathus mollis
- Calathus rotundicollis
- Callistus lunatus
- Calodromius bifasciatus
- Calodromius spilotus
- Calosoma auropunctatum – tęcznik złocisty, tęcznik dołkowaty, liszkarz dołkowaty
- Calosoma inquisitor – tęcznik mniejszy, liszkarz mniejszy
- Calosoma maderae
- Calosoma reticulatum – tęcznik marszczony, liszkarz marszczony
- Calosoma sycophanta – tęcznik liszkarz, liszkarz tęcznik
- Carabus arvensis
- Carabus auratus – biegacz złocisty
- Carabus auronitens – biegacz zielonozłoty
- Carabus cancellatus – biegacz wręgaty
- Carabus clathratus – biegacz bagienny
- Carabus convexus – biegacz zwężony
- Carabus coriaceus – biegacz skórzasty
- Carabus glabratus – biegacz gładki
- Carabus granulatus – biegacz granulowany
- Carabus intricatus – biegacz pomarszczony
- Carabus monilis
- Carabus nemoralis – biegacz gajowy
- Carabus nitens – biegacz szykowny
- Carabus problematicus – biegacz problematyczny
- Carabus ulrichii – biegacz Ulrichiego
- Carabus violaceus – biegacz fioletowy
- Chlaenius nigricornis
- Chlaenius nitidulus – opończak przybrzeżny
- Chlaenius sulcicollis
- Chlaenius tibialis
- Chlaenius tristis
- Chlaenius vestitus
- Cicindela campestris – trzyszcz polny
- Cicindela hybrida – trzyszcz piaskowy
- Cicindela maritima – trzyszcz nadmorski
- Cicindela sylvitaca – trzyszcz leśny
- Cillenus lateralis
- Clivina collaris
- Clivina fossor
- Cychrus caraboides – stępień ślimaczarz
- Cylindera germanica – trzyszcz mały
- Cylindera trisignata
- Cymindis axillaris
- Cymindis humeralis
- Cymindis macularis
- Cymindis vaporariorum
- Demetrias atricapillus
- Demetrias imperialis
- Demetrias monostigma
- Diachromus germanus
- Dicheirotrichus gustavii
- Dicheirotrichus obsoletus
- Dicheirotrichus rufithorax
- Dolichus halensis
- Dromius agilis
- Dromius angustus
- Dromius fenestratus
- Dromius meridionalis
- Dromius quadrimaculatus
- Dromius schneideri
- Dyschirius aeneus
- Dyschirius angustatus
- Dyschirius chalceus
- Dyschirius globosus
- Dyschirius impunctipennis
- Dyschirius intermedius
- Dyschirius laeviusculus
- Dyschirius neresheimeri
- Dyschirius nitidus
- Dyschirius obscurus
- Dyschirius politus
- Dyschirius salinus
- Dyschirius semistriatus
- Dyschirius thoracicus
- Dyschirius tristis
- Elaphropus hoemorroidalis
- Elaphropus parvulus
- Elaphropus quadrisignatus
- Elaphrus aureus
- Elaphrus cupreus – pierzchotek pobrzeżnik
- Elaphrus riparius – pierzchotek przybrzeżny
- Elaphrus uliginosus
- Elaphrus ullrichii
- Epaphius secalis
- Harpalus affinis – dzier kruszcowy
- Harpalus anxius
- Harpalus atratus
- Harpalus attenuatus
- Harpalus autumnalis
- Harpalus calceatus
- Harpalus dimidiatus
- Harpalus distinguendus
- Harpalus flavescens
- Harpalus froelichii
- Harpalus griseus
- Harpalus honestus
- Harpalus laevipes
- Harpalus latus
- Harpalus luteicornis
- Harpalus melancholicus
- Harpalus modestus
- Harpalus neglectus
- Harpalus picipennis
- Harpalus pumilus
- Harpalus rubripes
- Harpalus rufipalpis
- Harpalus rufipes – dzier włochaty
- Harpalus serripes
- Harpalus servus
- Harpalus signaticornis
- Harpalus smaragdinus
- Harpalus solitaris
- Harpalus subcylindricus
- Harpalus tardus
- Harpalus xanthopus
- Laemostenus terricola
- Lebia chlorocephala – oleśnica zielonogłowa
- Lebia cruxminor
- Lebia cyanocephala – oleśnica sinogłowa
- Leistus ferrugineus
- Leistus fulvibarbis
- Leistus rufomarginatus
- Leistus spinibarbis
- Leistus terminatus
- Licinus depressus
- Limodromus assimilis
- Limodromus krynickii
- Lionychus quadrillum
- Loricera pilicornis
- Masoreus wetterhallii
- Microlestes maurus
- Microlestes minutulus
- Miscodera arctica
- Molops piceus
- Nebria brevicollis – lesz truskawczak
- Nebria livida
- Nebria salina
- Notiophilus aestuans – wyszczerek zwinny
- Notiophilus aquaticus
- Notiophilus biguttatus – wyszczerek żwawy
- Notiophilus germinyi
- Notiophilus palustris
- Notiophilus quadripunctatus
- Notiophilus rufipes
- Notiophilus substriatus
- Ocys harpaloides
- Ocys quinquestriatus
- Odacantha melanura
- Olisthopus rotundatus
- Omophron limbatum
- Oodes helopioides
- Ophonus ardosiacus
- Ophonus azureus
- Ophonus cordatus
- Ophonus diffinis
- Ophonus laticollis
- Ophonus melletii
- Ophonus puncticeps
- Ophonus puncticollis
- Ophonus rufibarbis
- Ophonus rupicola
- Ophonus stictus
- Oxypselaphus obscurus
- Panagaeus bipustulatus
- Panagaeus cruxmajor – świętek krzyżaczek
- Paradromius linearis
- Paradromius longiceps
- Paranchus albipes
- Paratachys bistriatus
- Paratachys micros
- Parophonus maculicornis
- Patrobus atrorufus
- Perigona nigriceps
- Perileptus areolatus
- Philorhizus crucifer
- Philorhizus melanocephalus
- Philorhizus notatus
- Philorhizus quadrisignatus
- Philorhizus sigma
- Platyderus depressus
- Platynus livens
- Plochionus pallens
- Poecilus cupreus
- Poecilus kugelanni
- Poecilus lepidus
- Poecilus punctulatus
- Poecilus versicolor
- Pogonus chalceus
- Pogonus litoralis
- Pogonus luridipennis
- Porotachys bisulcatus
- Pterostichus anthracinus
- Pterostichus aterrimus
- Pterostichus cristatus
- Pterostichus diligens
- Pterostichus gracilis
- Pterostichus longicollis
- Pterostichus macer
- Pterostichus madidus
- Pterostichus melanarius
- Pterostichus minor
- Pterostichus niger – szykoń czarny
- Pterostichus nigrita
- Pterostichus oblongopunctatus
- Pterostichus ovoideus
- Pterostichus quadrifoveolatus
- Pterostichus rhaeticus
- Pterostichus strenuus
- Pterostichus vernalis
- Sphodrus leucophthalmus
- Stenolophus mixtus
- Stenolophus skrimshiranus
- Stenolophus teutonus
- Stomis pumicatus
- Syntomus foveatus
- Syntomus pallipes
- Syntomus truncatellus
- Synuchus vivalis
- Tachys scutellaris
- Tachyta nana
- Thalassophilus longicornis
- Trechoblemus micros
- Trechus obtusus
- Trechus quadristriatus – zwinnik skrzydlasty
- Trechus rubens
- Trichocellus cognatus
- Trichocellus placidus
- Trichotichnus laevicollis
- Trichotichnus nitens
- Zabrus tenebrioides – łokaś garbatek

## Hydradephaga

### Flisakowate(Haliplidae)
W Belgii stwierdzono:
- Brychius elevatus
- Haliplus apicalis
- Haliplus confinis
- Haliplus flavicollis – flisak żółtoszyi
- Haliplus fluviatilis
- Haliplus fulvicollis
- Haliplus fulvus
- Haliplus furcatus
- Haliplus heydeni
- Haliplus immaculatus
- Haliplus laminatus
- Haliplus lineatocollis
- Haliplus lineolatus
- Haliplus mucronatus
- Haliplus obliquus
- Haliplus ruficollis
- Haliplus sibiricus
- Haliplus variegatus
- Haliplus varius
- Peltodytes caesus

### Krętakowate(Gyrinidae)
W Belgii stwierdzono tylko jeden gatunek:
- Aulonogyrus concinnus
- Gyrinus aeratus
- Gyrinus caspius
- Gyrinus distinctus
- Gyrinus marinus
- Gyrinus minutus – krętak mały
- Gyrinus natator – krętak pospolity
- Gyrinus paykulli
- Gyrinus substriatus
- Gyrinus suffriani
- Orectochilus villosus

### Mokrzelicowate(Hygrobiidae)
W Belgii stwierdzono tylko jeden gatunek:
- Hygrobia hermanni

### Pływakowate(Dytiscidae)
W Belgii stwierdzono:

- Acilius canaliculatus
- Acilius sulcatus – toniak żeberkowany
- Agabus affinis
- Agabus biguttatus
- Agabus bipustulatus – ruczajnik pospolity
- Agabus congener
- Agabus conspersus
- Agabus didymus
- Agabus guttatus
- Agabus labiatus
- Agabus melanarius
- Agabus nebulosus
- Agabus paludosus
- Agabus striolatus
- Agabus sturmii
- Agabus uliginosus
- Agabus undulatus
- Agabus unguicularis
- Bidessus grossepunctatus
- Bidessus unistriatus
- Colymbetes fuscus
- Colymbetes paykulli
- Copelatus haemorrhoidalis
- Cybister lateralimarginalis – topień
- Deronectes latus
- Deronectes platynotus
- Dytiscus circumcinctus
- Dytiscus circumflexus
- Dytiscus dimidiatus
- Dytiscus lapponicus – pływak lapoński
- Dytiscus latissimus – pływak szerokobrzeżek, pływak olbrzym
- Dytiscus marginalis – pływak żółtobrzeżek
- Dytiscus semisulcatus
- Graphoderus bilineatus – kreślinek nizinny
- Graphoderus cinereus
- Graphoderus zonatus
- Graptodytes bilineatus
- Graptodytes flavipes
- Graptodytes granularis
- Graptodytes pictus – smugoń malutki
- Hydaticus seminiger
- Hydaticus transversalis
- Hydroglyphus geminus
- Hydroporus angustatus
- Hydroporus discretus
- Hydroporus elongatulus
- Hydroporus erythrocephalus
- Hydroporus glabriusculus
- Hydroporus gyllenhalii
- Hydroporus incognitus
- Hydroporus longulus
- Hydroporus marginatus
- Hydroporus melanarius
- Hydroporus memnonius
- Hydroporus morio
- Hydroporus neglectus
- Hydroporus nigrita
- Hydroporus notatus
- Hydroporus obscurus
- Hydroporus palustris – halawnik bagienny
- Hydroporus planus
- Hydroporus pubescens
- Hydroporus rufifrons
- Hydroporus scalesianus
- Hydroporus striola
- Hydroporus tessellatus
- Hydroporus tristis
- Hydroporus umbrosus
- Hydrovatus cuspidatus
- Hygrotus confluens
- Hygrotus decoratus
- Hygrotus impressopunctatus
- Hygrotus inaequalis
- Hygrotus nigrolineatus
- Hygrotus novemlineatus
- Hygrotus parallelogrammus
- Hygrotus versicolor – rojek prążkowany
- Hyphydrus ovatus – pepłoń jajowaty
- Ilybius aenescens
- Ilybius ater
- Ilybius chalconatus
- Ilybius fenestratus – grążak mułowy
- Ilybius fuliginosus
- Ilybius guttiger
- Ilybius montanus
- Ilybius neglectus
- Ilybius quadriguttatus
- Ilybius subaeneus
- Laccophilus hyalinus
- Laccophilus minutus
- Laccophilus poecilus
- Laccornis oblongus
- Nebrioporus canaliculatus
- Nebrioporus elegans
- Oreodytes sanmarkii
- Platambus maculatus
- Porhydrus lineatus
- Rhantus bistriatus
- Rhantus exsoletus
- Rhantus frontalis
- Rhantus grapii
- Rhantus latitans
- Rhantus suturalis
- Rhantus suturellus
- Scarodytes halensis
- Stictotarsus duodecimpustulatus
- Suphrodytes dorsalis
- Yola bicarinata